# Higham (Babergh)
Pour les articles homonymes, voir Higham.
Higham est une localité d'Angleterre, au Royaume-Uni, située dans le district de Babergh, comté du Suffolk.